# Kretschmer (Brauer)
Ein Kretschmer ist der Inhaber eines Kretscham; und eine schlesisch/lausitzische Bezeichnung für einen Gasthausbrauer, Schankwirt oder Krugrechtsinhaber. Er war in der schlesischen Geschichte ein Brauer, der die von ihm gebrauten Biere in eigener Schänke ausschenkte. Der Kretschmer hatte als Brauherr auch oft die Funktion des Gemeindevorstehers.
In einigen Gegenden waren die Land-Kretschmer verpflichtet, ihr Bier aus Breslau zu beziehen.

## Innung
In Breslau wurde 1390 die zu dieser Zeit schon seit längerem bestehenden Kretschmer-Innung durch König Wenzel von Böhmen mit einem Privileg bestätigt. Die Innung führte ein straffes Qualitätssicherungsmanagement, um die Kretschmer-Biere gegen die städtischen Brauereien und insbesondere gegen die im Schweidnitzer Keller ausgeschenkten Fremdbiere zu unterscheiden.
Im 15. Jahrhundert wurde von der Innung auch der Gemeinschaftseinkauf der Rohstoffe, zentrales Mälzen und Schroten sowie die Kontrolle der Brauarbeit durch Bierprüfer eingeführt. Um 1500 hatte dies dazu geführt, dass die Kretschmer-Biere als Breslauer Schöps auch über die Stadt und den engeren Landkreis hinaus bekannt wurden.
Ursprünglich waren die Kretschmer-Biere ausschließlich obergärig gebraute Biere mit einer klar definierten Komponente an Milchsäuregärung. Außerdem gab es die Tradition, die Nachgüsse zu Eimerbier zu verarbeiten, das ausgelitert wurde und in den Haushalten dann nach einer Aufzuckerung endvergoren wurde. Dies war bei den Breslauern ein beliebtes Warmbier in der Winterzeit und in den Sommermonaten durch den leicht milchsauren Charakter ein beliebtes Erfrischungsgetränk.
Die später entstandenen untergärigen Kretschmer-Biere wurden mit 13,5–14 % Stammwürze eingebraut, die beliebteste Variante davon war ein im März ausgeschenkter Eisbock. Außerdem gab es ein Faschingsstarkbier, das von vornherein mit 18 % Stammwürzgehalt eingebraut wurde.
1584 gab es in Breslau 211 Kretschmerbrauereien, von denen bis 1945 nur 11 überlebten. Hinzu kamen aber auch noch die auswärtigen Innungsmitglieder in Oberbögendorf, Rückers, Oels, Münsterberg und Glatz.